# 500 v.Chr.
Het jaar 500 v.Chr. is een jaartal volgens de christelijke jaartelling. 

## Gebeurtenissen

### Zwitserland
- Keltische stammen, onder andere de Helveti, trekken het Alpengebied binnen. Keltische La Tène-periode in Europa.

### Soedan
- In Afrika wordt het eerste koper gesmolten. Opkomst van het koninkrijk Meroë met de Naptakoningen.
- 500 - 300 v.Chr. In die lange periode wordt een groot gedeelte van Afrika bezet door de Bantoe, zwartgekleurde volken die overeenkomstige talen spreken. Vanuit gebieden rond het meer van Tsjaad trekken deze volken zuidwaarts en vermengen zich met de nomadenvolkeren.

### Perzië
- Darius I voltooit het kanaal tussen de Nijl en de Rode Zee. Het kanaal, 145 kilometer lang en 45 meter breed, kan koopvaarders een snellere doortocht garanderen vanaf de Indische Oceaan naar de Rode Zee, vervolgens dwars door de Egyptische woestijn naar de Nijl en van daar kunnen ze de Middellandse Zee bereiken.
- De eerste schaar voor het scheren van schapen op de steppen wordt in gebruik genomen.

### Griekenland
- Epidaurus op het schiereiland Argolis wordt een pelgrimsplaats met een geneeskrachtige bron. Hier zou Asklepios begraven zijn.
- Smyrus wordt benoemd tot archont van Athene.
- Heraclitus schrijft omstreeks dit jaartal zijn Fragmenten.

### Italië
- Koning Thefarie Velianas bouwt in Etrurië in de haven Pyrgi van de stad Caere een tempel die gewijd is aan Astarte. Ter gelegenheid daarvan laat hij in zowel Punisch als Etruskisch het heugelijk feit op de plaatjes van Pyrgi vastleggen.

### China
- De eerste munten worden in gebruik genomen.

## Geboren
- Anaxagoras (~500 v.Chr. - ~428 v.Chr.), Grieks astronoom en filosoof
- Pericles (~500 v.Chr. - ~ 429 v.Chr., Grieks staatsman en veldheer

## Overleden
- Pythagoras (~572 v.Chr. - ~500 v.Chr.), Grieks wiskundige en filosoof (72)